# Arnoud II van Kleef
Arnoud II van Kleef (overleden rond 1200) was van 1189 tot aan zijn dood regent van het graafschap Kleef namens zijn broer Diederik V. Hij behoorde tot het huis Kleef. 

## Levensloop
Arnoud was een jongere zoon van graaf Diederik IV van Kleef uit diens huwelijk met Adelheid van Sulzbach. Hij huwde voor 1191 met Adelheid van Heinsberg, met wie hij de Kleefse zijlinie van Heinsberg stichtte. Ze hadden vier kinderen: Dirk I (circa 1190-1227), heer van Valkenburg, Agnes (overleden voor 1312), kloosterzuster, Arnulf (overleden in 1218), en Mechtild (1200-1254), de echtgenote van Arnold van Heusden.
Tussen 1189 en 1200 was hij regent van het graafschap Kleef ter vervanging van zijn broer Diederik V, die tijdens de Derde Kruistocht naar Palestina was getrokken. Vermoedelijk stierf Arnoud II rond het jaar 1200.